# Ferbert Annamária
Ferbert Annamária (Budapest, 1988. május 4. –) labdarúgó, hátvéd.

## Sikerei, díjai
- Magyar bajnokság
  - 3.: 2010–11, 2011–12